# Nino Surguladze
Nino Surguladze (georgiska: ნინო სურგულაძე), född 12 oktober  i Tbilisi, är en georgisk operasångerska (mezzosopran). Hon studerade musik vid Tbilisis statliga konservatorium och har vunnit priser i ett antal prestigefulla internationella röst-tävlingar, bland annat den engelska "BBC Cardiff Singer of the World" i Cardiff, England. Sulguladze avslutade sina studier vid Teatro alla Scala i Milano och gjorde därefter sin debut som Cuniza i Giuseppe Verdis opera Oberto.